# Triumph TR7
El Triumph TR7 es un automóvil deportivo que fue fabricado entre septiembre de 1974 y octubre de 1981 por la División Especializada (la división "Jaguar-Rover-Triumph") de British Leyland en el Reino Unido. Inicialmente se produjo en la fábrica de Speke, Liverpool, se mudó a Canley, Coventry, en 1978 y finalmente a la planta de Solihull de Rover en 1980. El automóvil se lanzó en los Estados Unidos en enero de 1975, con su debut en el mercado interno del Reino Unido en mayo de 1976. El lanzamiento en el Reino Unido se retrasó al menos dos veces debido a la alta demanda del vehículo en los Estados Unidos. Una vez finalizada la producción, las ventas de los últimos TR7 se prolongaron a lo largo del año 1982.

## Diseño y características

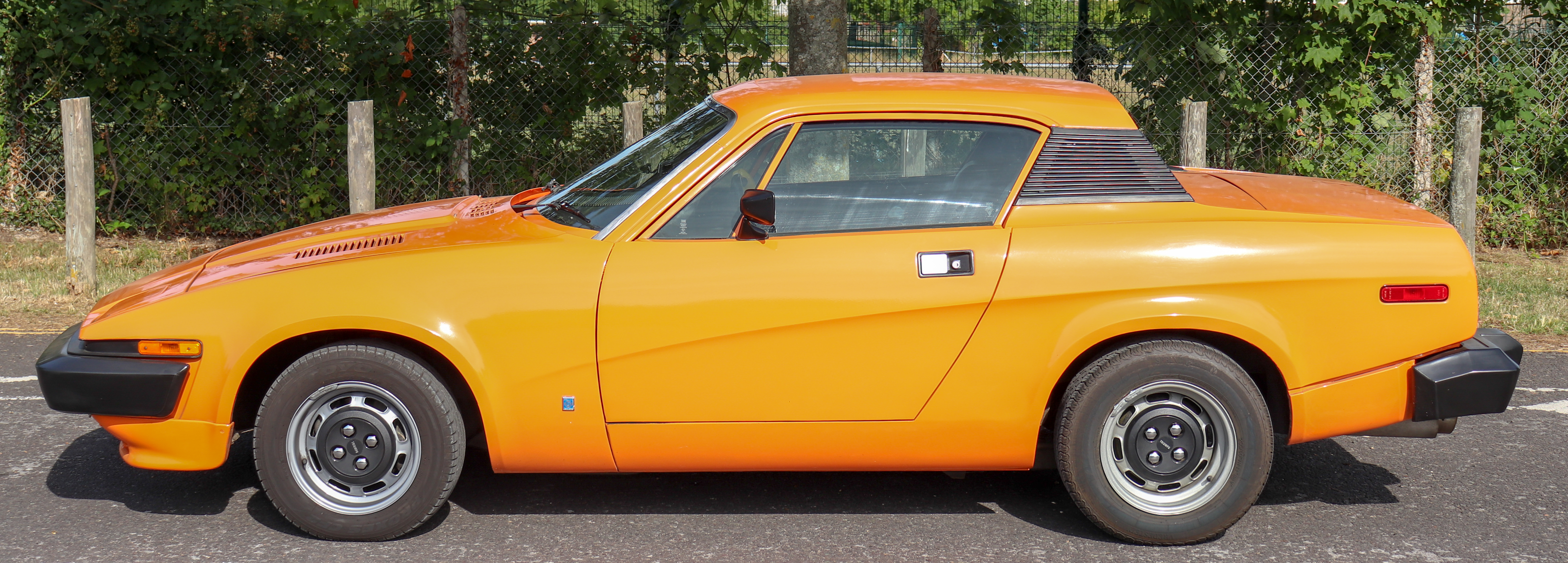
Vista lateral del TR7 de 1975 (Reino Unido)

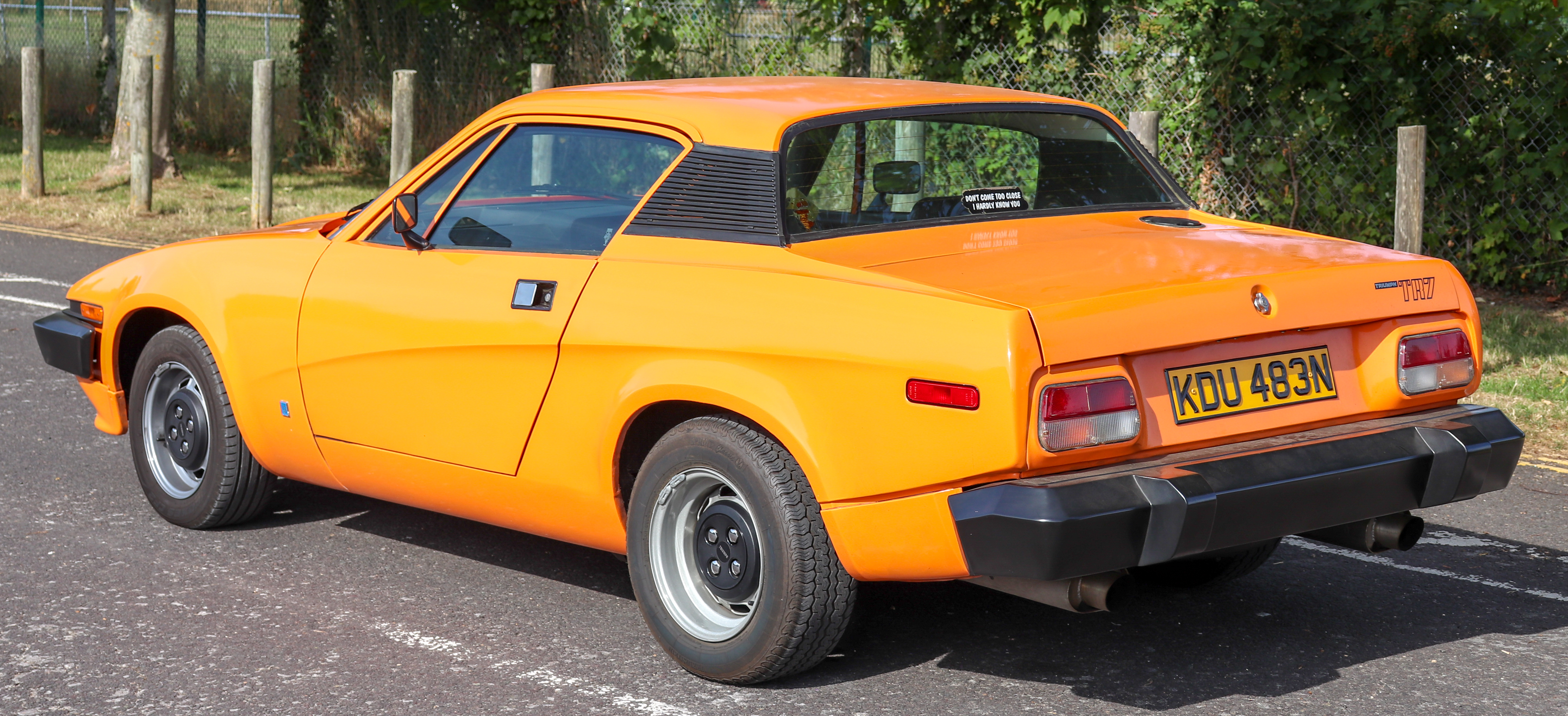
Vista trasera del TR7 de 1975 (Reino Unido)

El automóvil, caracterizado por su forma de "cuña" y por una línea de resalto que se extendía desde el alerón trasero hasta justo detrás de la rueda delantera, se anunciaba comúnmente como: "La forma de lo que vendrá". El diseño fue concebido por Harris Mann, que también había diseñado el Princess en forma de cuña. El automóvil tenía una longitud total de 160 pulgadas (406 cm), un ancho de 66 pulgadas (168 cm), una distancia entre ejes de 85 pulgadas (216 cm) y una altura de 49.5 pulgadas (126 cm). El cupé tenía un peso en vacío de 2205 libras (1000 kg). Durante su desarrollo, se hizo referencia al TR7 con el nombre en clave de "Bullet". El modelo original de tamaño completo llevaba los logotipos de MG porque estaba diseñado en Longbridge, que no era una fábrica de Triumph.
Disponía de un motor de cuatro cilindros en línea de ocho válvulas y 1998 cc, que compartía el mismo diseño básico que el del Triumph Dolomite 1850, aunque aumentado a 2 litros y equipado con carburadores más grandes, montados en línea en la parte delantera del automóvil. Su potencia era de 105 HP (78 kW) a 5500 rpm, y su par máximo alcanzaba 119 lb·pie (161,3 N·m) a 3500 rpm. La versión norteamericana rendía 93 CV. Los compradores australianos recibieron esta última versión para cumplir con la normativa contra la contaminación atmosférica del país. La tracción llegaba a las ruedas traseras a través de una caja de cambios de cuatro velocidades, con una transmisión manual de cinco velocidades opcional y una caja automática de tres velocidades disponible desde 1976. La suspensión delantera independiente utilizaba muelles helicoidales con amortiguador y un enlace simple inferior en la parte delantera, y en la parte trasera contaba con un sistema de cuatro enlaces, nuevamente con resortes helicoidales. Disponía de barras antivuelco delanteras y traseras, con frenos de disco en la parte delantera y tambores en la parte trasera.

### Revisiones

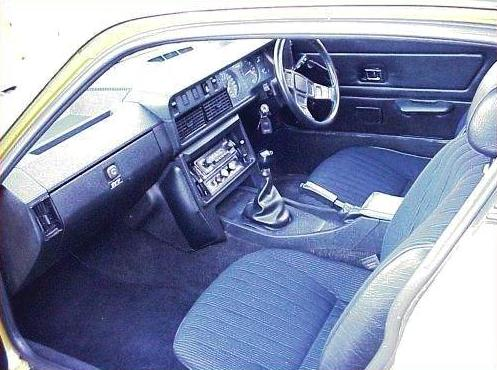
Interior de un TR7. Nótese la falta de luces en la puerta del conductor

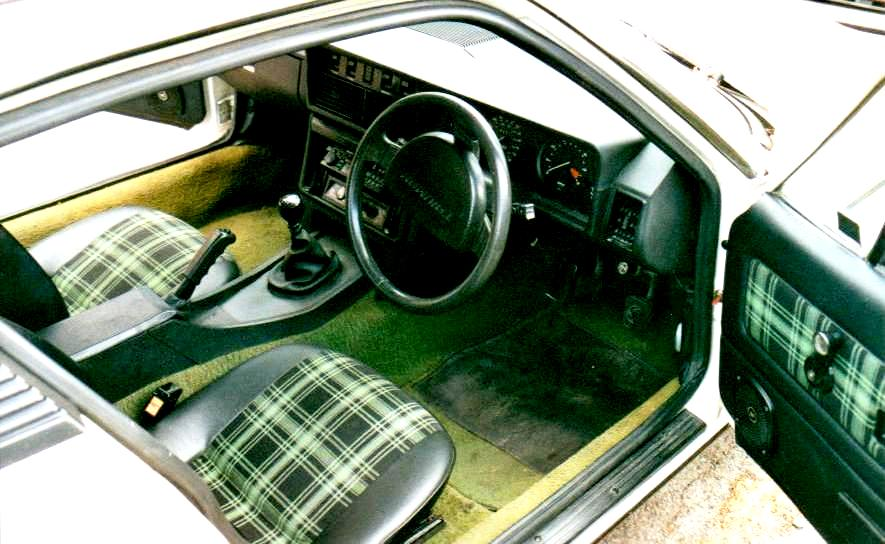
Interior de tartán verde (con especificaciones de EE. UU.)

El tapizado interior se revisó en marzo de 1977, y las fundas de los asientos de pana gruesa se reemplazaron con inserciones de tejido de "tartán" de cuadros rojos o verdes, con bordes de vinilo con efecto de cuero negro. Los ribetes de tartán también aparecían en los paneles de las puertas, con inserciones de tela de tartán roja o verde acolchadas a juego en el vinilo de efecto cuero negro.
El desarrollo de la versión convertible del TR7 requirió que la luz interior, que estaba en el techo, fuera eliminada. Esto fue reemplazado por luces con interruptores integrales en cada uno de los paneles de las puertas. Se eliminó la luz de lectura, montada entre los asientos en el panel posterior debajo del estante trasero. El convertible también requería un tapón de llenado de combustible más pequeño, ya que el área de la plataforma frente a la tapa del maletero se redujo para permitir alojar el capó. Estas modificaciones también se aplicaron a la capota rígida para el modelo del año 1978 (este cambio se incorporó después del cierre de verano de la fábrica en 1977), presumiblemente para mantener la similitud de las piezas en la línea de ensamblaje. Las molduras de las ruedas también se cambiaron en este momento, pasándose de las molduras negras más pequeñas que cubrían solo el centro de las ruedas, a las plateadas más grandes, cubriendo toda la rueda. Debido a la acción sindical, solo se produjeron en Speke un pequeño número de automóviles del modelo de 1978, con el tapón de llenado más pequeño y las luces en los paneles de las puertas.

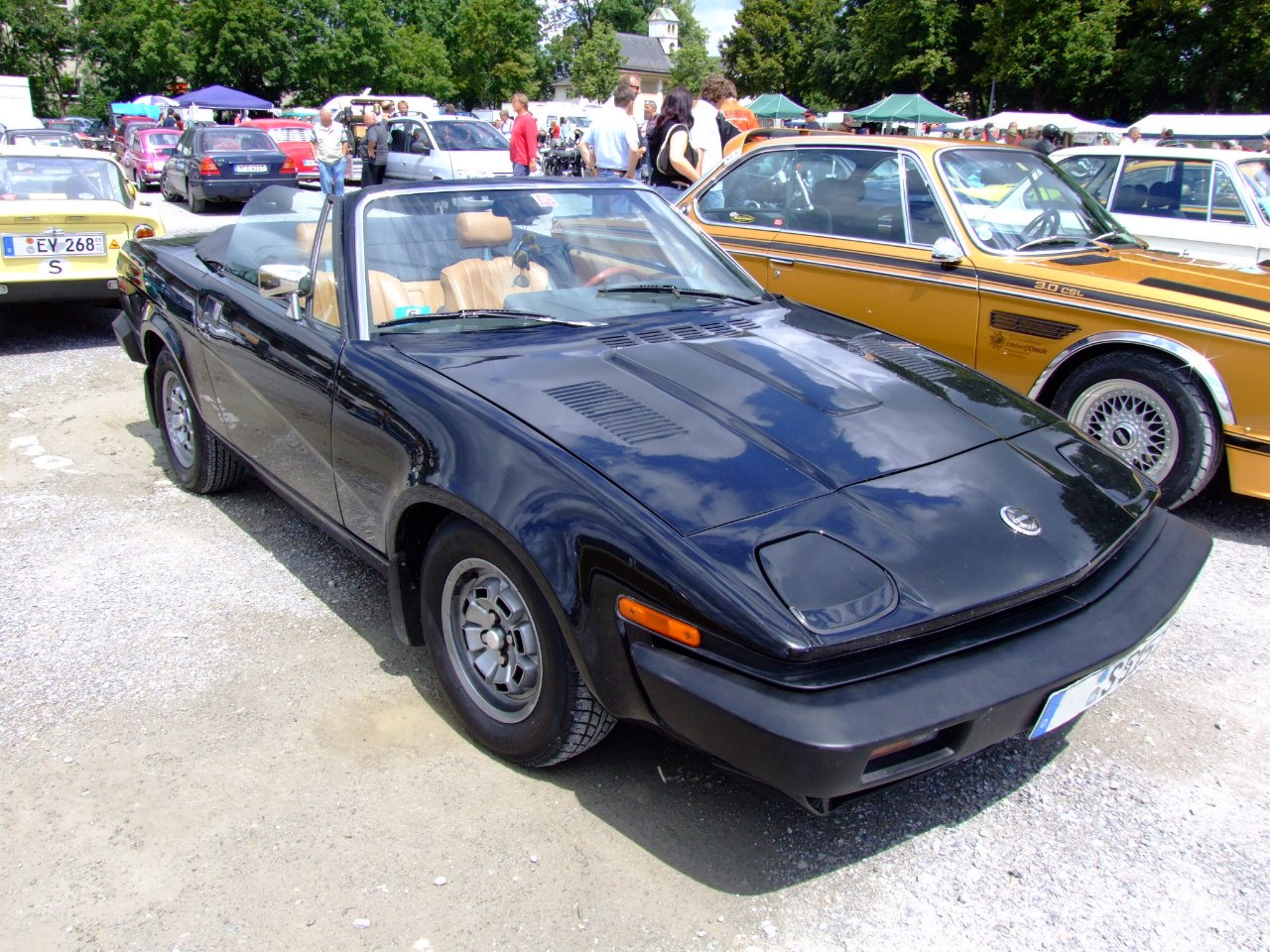
TR7 cupé con techo abatible fabricado en Solihull

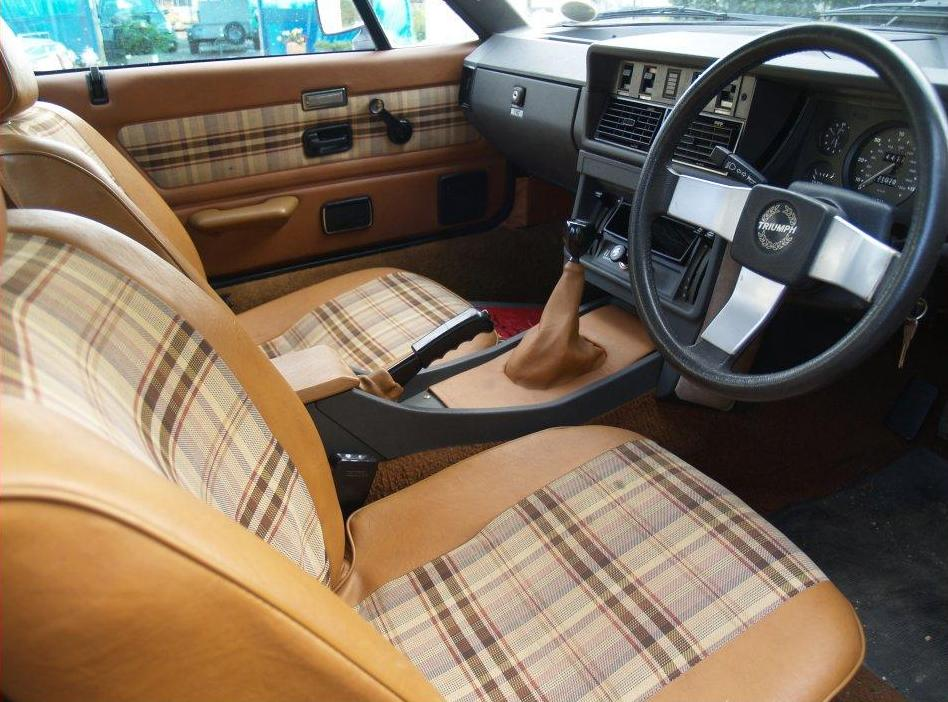
Interior a cuadros marrón claro de un Triumph TR7. Obsérvese el botón de bloqueo rectangular de la puerta en la parte superior izquierda

El desarrollo de una versión con motor V8, que se convirtió en el Triumph TR8, requirió adoptar un abultamiento adicional en el capó para alojar los carburadores. Esto produjo el capó de "doble protuberancia", característico de los TR7 y TR8 construidos en Canley y Solihull. Sin embargo, al menos algunos de los TR7 construidos en Canley poseían capós con un solo abultamiento, aunque es posible que se tratara de unidades que no se habían completado en Speke, posiblemente debido a la acción sindical, y terminaron en Canley después de que la producción se trasladase.
Durante la producción en Canley, el tapizado del asiento se revisó nuevamente, con una tela escocesa en azul marino o tostado, con bordes de efecto de cuero de color a juego y los paneles de las puertas a juego. Un nuevo cambio de acabado durante la producción en Solihull vio el uso de un terciopelo fruncido en azul o tostado en los asientos, con inserciones a juego en las puertas. Además, los botones internos de la cerradura de la puerta se cambiaron, sustituyéndose los botones redondos BL estándar anteriores, por botones rectangulares sostenidos con pequeños tornillos sin cabeza. También hubo un cambio en el botón de reinicio del cuentakilómetros de viaje, que se convirtió en un pulsador operado a través del "cristal" del instrumento, en lugar de un botón de giro situado debajo del tablero.

## Apariciones en los medios y promociones
- Los personajes principales de la serie de televisión británica de agentes secretos "The New Avengers", producida entre 1976 y 1977, conducían vehículos de British Leyland. Entre ellos estaba un TR7 amarillo de techo rígido conducido por el personaje llamado Purdey. El automóvil se hizo popular en forma de kit de montaje para niños de las marcas Dinky Toy y Revell.

- El personaje de Lucy Ewing también conducía un TR7 plateado en la serie de televisión Dallas.

- En 1978, Coca-Cola y Levi Strauss & Co. organizaron concursos de promoción cuyos premios principales eran tres TR7 pintados con una librea especial de Coca-Cola roja y blanca. Su tapicería de mezclilla incorporaba bolsillos genuinos con parches de tela vaquera en los interiores de las puertas. También se incluyeron una nevera de 12V en el maletero y un televisor en la guantera. Se sabe que todavía existen dos de los tres coches patrocinados por Coca-Cola.[8]

- Un cupé TR7 amarillo es conducido por uno de los dos protagonistas, Lance Stater (Toby Jones) en la serie de televisión Detectorists (escrita y coprotagonizada por Mackenzie Crook, y galardonada por la Academia Británica de las Artes Cinematográficas y de la Televisión), que trata sobre dos ingleses de mediana edad entusiastas de los detectores de metales.

- En la película televisiva de 1976 Look What's Happened to Rosemary's Baby, el protagonista, Andrew/Adrian, conduce un TR7.

## Variantes y derivados

### TR7 Drophead Cupé

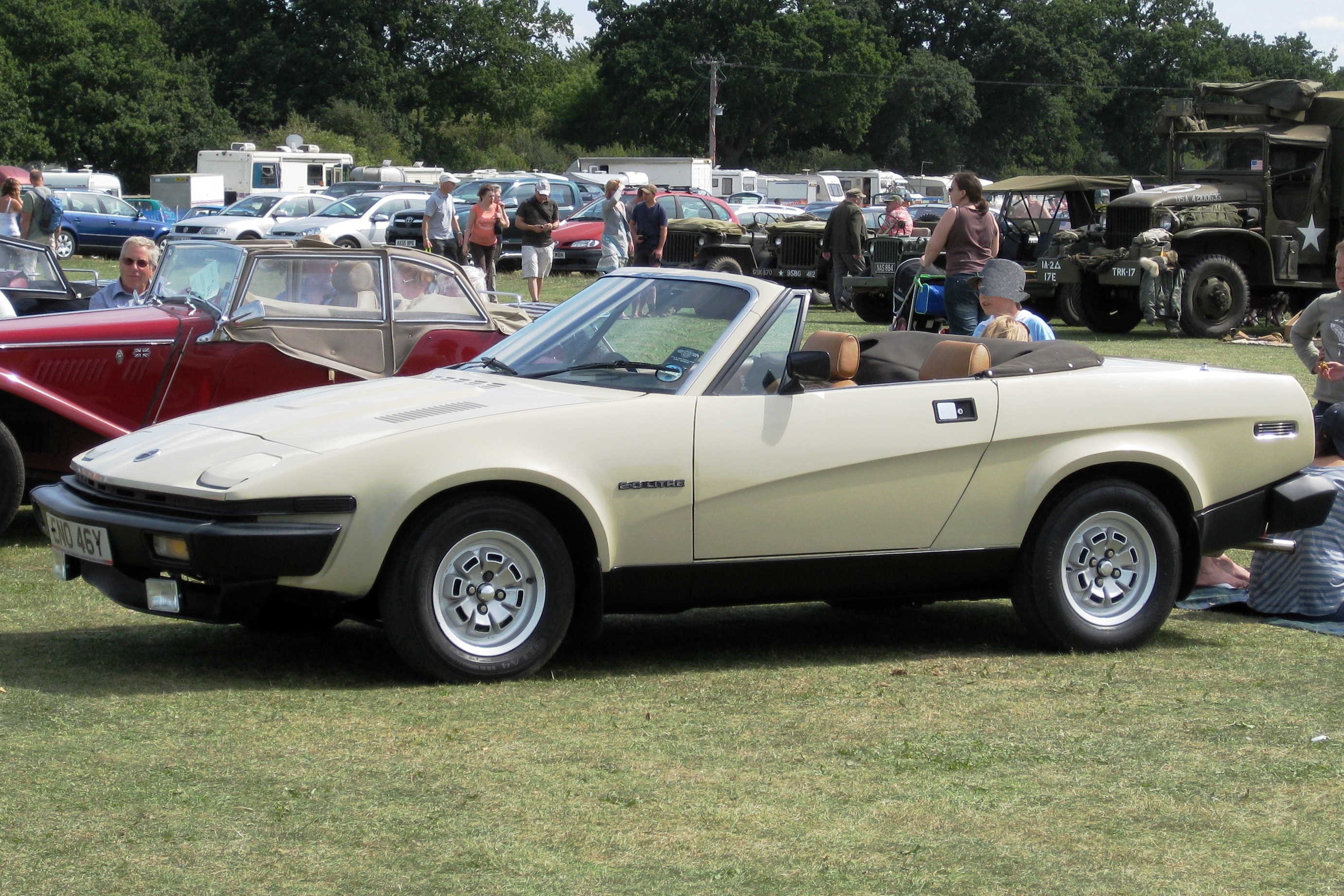
Triumph TR7 cabriolet 1998 cc (agosto de 1982)

Debido a la legislación estadounidense sobre protección antivuelco en el momento de su lanzamiento, el TR7 no estaba inicialmente disponible como descapotable. A principios de 1979, Triumph introdujo tardíamente una versión convertible, llamada TR7 Drophead Cupé (DHC), que salió a la venta por primera vez en los Estados Unidos (el modelo de techo rígido original se conocía como el Fixedhead Cupé o FHC). En 1978, se fabricó un pequeño número de automóviles de preproducción en Speke, poco después de los TR7 V8 de preproducción (más tarde designados TR8) y TR7 Sprint. El mercado británico lo recibió a principios de 1980. El prototipo para la versión convertible del diseño original de Harris Mann provino de Michelotti y la ingeniería para hacerla funcionar fue realizada por Triumph.

### TR8
Para su exportación al mercado estadounidense, Triumph creó en 1977/78 el modelo Triumph TR8, mucho más potente. Era un TR7 con un motor Rover V8 de 3.5 L que rendía 135 HP (101 kW). Si bien algunos modelos TR8 genuinos se quedaron en Gran Bretaña, estos ejemplos son extremadamente raros. La mayoría de los TR8 fueron a los Estados Unidos, donde no les fue demasiado bien, debido a la mala calidad de construcción de Triumph en ese momento, y al valor de la libra inusualmente fuerte, que alcanzó un máximo de alrededor de 2,40 dólares en 1980, lo que hacía que el Triumph fuera bastante caro en comparación con sus competidores.

### Spider
En 1980, el importador estadounidense lanzó una versión de edición limitada del TR7 Drophead para el mercado estadounidense. Llamado TR7 Spider, estaba disponible solo en negro marrasquino, con rayas rojas reflectantes y distintivos, además de molduras interiores negras. Se instalaron llantas de aleación y el volante del TR8, junto con una alfombra "gris peltre" y una tapicería gris a rayas. Basándose en un inventario exhaustivo de los datos de construcción de fábrica conservados en los archivos del British Heritage Motor Center, se ha confirmado que se construyeron 1070 Spider con carburador en la fábrica de Solihull, con otras 548 unidades adicionales dotadas con inyección de combustible (Bosch L-jetronic) construidas específicamente para California. Los números de VIN para los Spider van del 400301 al 401918 en general, y para la versión de inyección de combustible del 401374 al 401918. Todos los equipos específicos del Spider se instalaron en la fábrica, con la excepción del radio/casete, que se guardaba en el maletero y era instalada al llegar al puerto de destino.

### Variantes canceladas

#### TR7 Sprint
Se desarrolló una variante del TR7 propulsada por el motor Dolomite Sprint (denominada TR7 Sprint), pero nunca se puso en plena producción; aunque British Leyland produjo las unidades necesarias con el fin de homologar el modelo con motor de 16 válvulas para su uso en competición. Estos automóviles se pueden identificar por un número de chasis diferente al modelo de 8 válvulas de producción, con el prefijo ACH en lugar de ACG. Los motores originales también están numerados con el formato CHnnnHE, en lugar del formato VAnnnnHE de los motores Dolomite de 16 válvulas. Los registros de producción conservados en el Heritage Motor Centre (BMIHT) revelan que se produjeron 58 unidades prototipo y de preproducción, todas con techo fijo, construidas entre febrero y octubre de 1977. Otro automóvil, sin registros de producción, se identifica con los detalles del DVLA, y se ha inferido la posible existencia de dos más a partir de la secuencia del número de puesta en servicio. Con un máximo posible de 59 o de 61 automóviles, todavía se conservan varias unidades en el Reino Unido y en otros lugares. Estos automóviles fueron construidos en la planta de BL en Speke, al mismo tiempo que se ponía a punto la preproducción de los convertibles y de los TR7 V8, incluyendo una serie de aproximadamente 30 vehículos construidos en la línea de producción durante el cambio de fábrica al modelo de 1978 en junio de 1977. Sin embargo, se afirma que algunos de estos coches se transformaron en Canley a partir de TR7 completos construidos en Speke.
La producción del TR7 Sprint se detuvo con el cierre de la planta de Speke. Sin embargo, el fracaso del TR7 Sprint para llegar a la producción en serie también se atribuye al Departamento de Ventas y Marketing de BL, porque no supieron remarcar que su rendimiento era lo suficientemente diferente del TR7, aunque su velocidad máxima y el tiempo para pasar de 0-60 mph (96,6 km/h) eran casi idénticos a los para la versión de carburador con las especificaciones para Estados Unidos del Triumph TR8 con motor Rover V8 de 3,5 litros y 135 HP (101 kW; 137 CV). Además, el motor Sprint no era adecuado para el equipo de control de emisiones necesario para la venta en EE. UU., que era el principal mercado objetivo de ventas y publicidad para el TR7 y el TR8.
Aun así, BL requirió algunos, probablemente unos 50, TR7 con motor de 16 válvulas adecuados para la venta normal antes de finales de 1977, con el fin de obtener la rehomologación de los modelos con motor de 16 válvulas para permitir que el TR7 de rally se utilizara en la temporada de 1978 tras un cambio en las reglas de la FIA. El uso del TR7 Sprint se muestra en una serie de seis fotografías en los archivos del British Motor Museum, tomadas el 1 de noviembre y enumeradas como "Homologación del TR7 Sprint". La culata de 16 válvulas fue aprobada para su uso con la versión de rally del Grupo 4 por segunda vez en febrero de 1978, a tiempo para el Rally Mintex.
La conversión de un TR7 de dos válvulas a la especificación Sprint de cuatro válvulas es relativamente simple, en comparación con la conversión a la especificación TR8, porque el TR7 y el TR7 Sprint tienen bloques de motor prácticamente idénticos. Como resultado, los modelos TR7 convertidos son bastante frecuentes: "Hay una cantidad [comparativamente] grande de conversiones Sprint construidas de forma privada sobre ... Los compradores deben tener cuidado si se les pide un precio premium por un presunto 'genuino' TR7 Sprint ".

#### Lynx

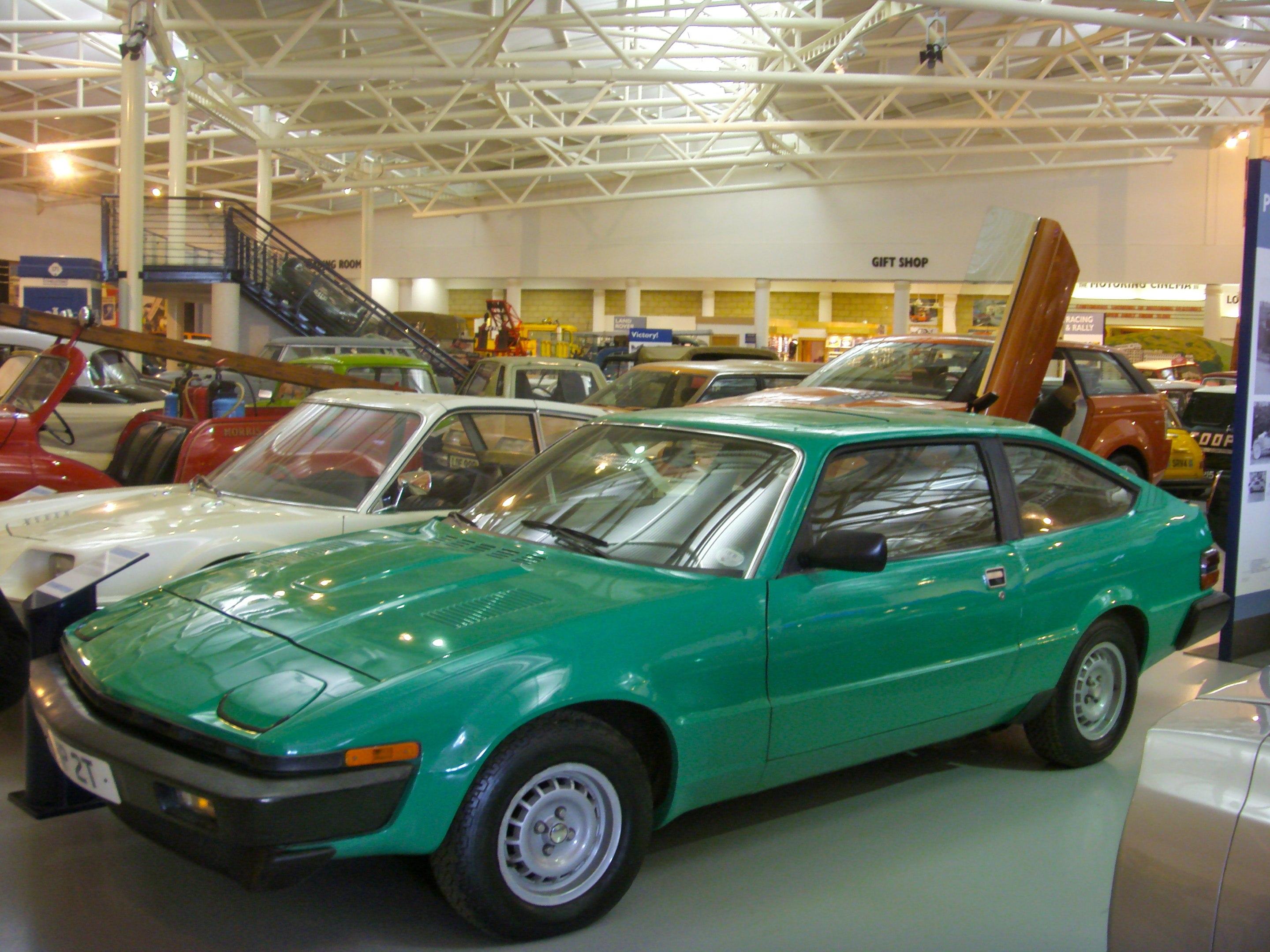
Triumph TR7 de 1978 (Proyecto Lynx). Heritage Motor Centre, Gaydon

Mientras el TR7 estaba en desarrollo a principios de la década de 1970, también se planeó un derivado fastback 2+2, con el nombre en código "Lynx". El Lynx tenía una distancia entre ejes alargada 12 pulgadas (304,8 mm), el motor Rover V8, con el eje trasero del Rover SD1. Programado para su lanzamiento en 1978, el Lynx fue cancelado cuando se cerró la fábrica de Speke.

#### Broadside
A principios de 1979, se inició un proyecto conjunto MG/Triumph para producir un nuevo automóvil deportivo basado en el TR7 bajo el nombre de "Proyecto Broadside". Estaba basado en el TR7, con una distancia entre ejes alargada 5 pulgadas (127 mm), con un motor O-Series o Rover V8, y estilos de carrocería de capota abatible y fastback. El proyecto Broadside fue cancelado más tarde en 1979, debido a la falta de fondos.
Se pueden ver ejemplos de Lynx y Broadside en el BMIHT de Gaydon, Inglaterra.

#### Boxer
Durante la última parte de 1979, como ejercicio de rediseño de marca, se desarrolló otra versión MG del TR7 bajo el nombre en clave de "Boxer", como un posible reemplazo para el MGB. Se presentaron varios conceptos y finalmente se aceptó un diseño de la sede estadounidense de BL en Leonia. Los principales cambios con respecto al TR7 Hardtop estándar fueron la adición de un rejilla tipo MG al panel frontal, faros similares a los de un Porsche 928 y un nuevo panel trasero con unidades de luz de un Rover SD1. La propuesta fue rechazada en última instancia debido a que el automóvil no era lo suficientemente diferente de un TR7.

## Competición
British Leyland dirigió un equipo de TR7 en campeonatos de rally desde 1976 hasta 1980. Estos coches inicialmente usaron el motor Dolomite Sprint de 16 válvulas y luego cambiaron al motor Rover V8 (antes de la introducción del TR8, apodado "TR7 V8"). Tuvieron un éxito razonable en las pruebas de asfalto, pero obtuvieron peores resultados en las secciones en tierra. El piloto con más éxito de estos coches fue Tony Pond.
John Buffum ganó el SCCA PRO Rally Championship de 1977–80 al volante de los TR7 y de los TR7 V8.
Los modelos TR7-V8 continúan teniendo éxito en las pruebas de rally clásicas.
El Grupo 44 corrió dos TR8 en la TransAm y en el IMSA Championship de 1978 a 1981, mientras que en Canadá corrió un tercer coche IMSA con el apoyo de "JRT Canada" hasta 1985. El esfuerzo del Grupo 44 condujo a muchas victorias del TR8 en EE. UU., siendo la campaña más exitosa de este tipo de automóviles.
El TR7 más rápido en pruebas de carretera fue construido por RMP Motors en Canadá, ganando dos campeonatos consecutivos de GT1 en 2012–13. 
El TR7 de rally con motor de 16 válvulas fue homologado para el Grupo 4 en octubre de 1975, mucho antes de que se supiera que se iba a fabricar cualquier Sprint TR7 de 16 válvulas. Esto fue posible en ese momento usando la "regla de los 100 producidos", como John Davenport llamaba al apéndice J del Código Deportivo Internacional de 1975 de la FIA. Esta regla de los 100 producidos describe una lista de "Equipos opcionales que pueden ser reconocidos con una producción mínima de 100 unidades por año para equipar 100 coches" y requisitos para su uso. Sin embargo, no requería que ningún automóvil estuviera realmente equipado, solo que se produjeran, enumeraran y pusieran a la venta 100 de los "kits opcionales montables". Además de las culatas alternativas con diferentes números de levas y válvulas, esta lista de equipos opcionales también incluía muchos otros componentes del motor, de la suspensión y de la transmisión, y por lo tanto cubría el uso de la caja de cambios de 4 velocidades y relación corta y sobremarcha del Triumph Dolomite (el eje de servicio pesado del TR7 de 5 velocidades se homologó inicialmente para el grupo 3 por otra ruta menos clara, aunque se volvió a homologar más tarde, presumiblemente en la producción del TR7 con caja de 5 velocidades). Otras modificaciones, incluidos los frenos delanteros más grandes y los frenos de disco traseros, estaban calificados como "Equipo opcional que puede reconocerse sin una producción mínima". En 1975, el Apéndice J enumeró aún más modificaciones permitidas, con restricciones, a los automóviles para el Grupo 4, incluidos pistones, colectores, carburadores, y suspensión entre otras, que podrían instalarse sin que la FIA necesitase reconocerlos o aprobarlos.
Sin embargo, el equipo de rally BL tuvo que recuperar la homologación de la culata de 16 válvulas para la temporada 1978, y varios otros fabricantes como Lancia, Toyota, Vauxhall y Ford tuvieron problemas similares en ese momento, debido a que la FIA eliminó la regla de los 100 producidos del reglamento de 1976, aunque las partes mecánicas y los coches que ya las usaban se permitieron hasta finales de 1977. El número de coches adecuados para la "venta normal" requerido para obtener la aprobación de dicha modificación bajo las reglas de 1976 no parece estar registrado. Sin embargo, varios otros coches modificados similares de la época, incluidos los Vauxhall Chevette HSR, Porsche 924 Carrera GTS, y posiblemente las unidades de rally Ford RS, exigieron la producción de lotes de 50 coches. Esto puede explicar, al menos en parte, la producción de 60 o más TR7 Sprints de 16 válvulas en 1977. Su uso en este proceso de homologación se muestra en 6 fotografías de un TR7 Sprint (más tarde registrado SJW 530S), descritas en los Archivos del British Motor Museum como "Homologación de un TR7 Sprint".
La versión V8 fue homologada el 1 de abril de 1978 (inicialmente como un modelo separado, el TR8, directamente en el Grupo 4), pero debido a que el TR8 aún no se había lanzado, "como un compromiso para mantener contentos a los vendedores de BL, se le llamó TR7V8". En ese momento, el apéndice J requería 400 coches aptos para su "venta normal". Sin embargo, se cree que el número producido en abril de 1978 fue inferior a 150. El periodista e historiador Graham Robson cita a John Davenport diciendo que: "En aquellos días no existía un riguroso sistema de inspección de la FIA. Siempre que se proporcionara una hoja de producción firmada por un gerente importante, nadie se preocupaba". Robson continúa: "Hubo muchas conversaciones rápidas y persuasivas para demostrar que se construían más de 500 automóviles [sic.] Fueran construidas, parcialmente construidas o atrapadas en la ciénaga de la huelga de Speke; el resultado fue que se ganó esa homologación". Sin embargo, las reglas de la FIA especificaban que debían ser "coches completamente terminados, por ejemplo, en condiciones de funcionamiento y listos para entregar a los compradores". El Ford Escort Mk2 RS1800 también se volvió a homologar en el Grupo 4, como Escort RS 2 L, con solo unos 50 producidos en 1977 y solo unos 109 en total, aunque se ha afirmado que la FIA había incluido los Escort modificados a la especificación RS1800 después de su venta, a pesar de estar claramente fuera de las reglas de la FIA.

## Problemas de calidad
Los problemas de calidad tendieron a socavar la imagen del automóvil en el mercado. Esto fue principalmente el resultado de las malas relaciones entre la gerencia y la fuerza laboral y las frecuentes huelgas en la fábrica de Speke, situada cerca de Liverpool. La calidad mejoró cuando la producción se trasladó a la planta de Canley en Coventry, y más tarde a Solihull. Sin embargo, era demasiado tarde para salvar la reputación del automóvil.
En su edición preliminar de Salón del Automóvil de Fráncfort de septiembre de 1977, la revista alemana Auto, Motor und Sport informó que el motor de un coche de prensa TR7 había "comenzado a hervir" mientras se sometía a una medición de velocidad máxima en un tramo de pista de 4 kilómetros (2,5 mi) como parte de una prueba de carretera. En el momento del informe, la causa del problema aún era desconocida. Los técnicos británicos de Leyland ya habían estado investigando el automóvil, sin emitir comentarios, durante diecinueve días.

## Volúmenes de producción
En total, se construyeron aproximadamente 115.000 unidades del TR7, que incluyen 28.864 con capota blanda/descapotables, y aproximadamente 2800 modelos TR8.
Finalmente, el TR7 no se vendió en los mismos volúmenes que sus predecesores, y a fines de la década de 1970, los deportivos se estaban convirtiendo en un producto de nicho de bajo volumen, que British Leyland no podía permitirse, dado que su negocio de turismos producidos en masa ya estaba en dificultades. Un plan de racionalización introducido por el presidente entrante de BL, Michael Edwardes, hizo que el TR7 recibiera un cierto apoyo al eliminarse el MG MGB, ya que se pensaba que este último estaba canibalizando las ventas del TR7. Sin embargo, esta controvertida decisión no revivió la fortuna del TR7, que también sería eliminado en 1981, con el fin de la producción de automóviles en Solihull, que se convertiría exclusivamente en una planta de Land Rover.
La desaparición del TR7 (y del Dolomite un año antes) marcó el final del linaje de los autos deportivos Triumph. La marca continuó con el Triumph Acclaim hasta 1984. Sin embargo, el Acclaim era un Honda Ballade producido bajo licencia, construido en la planta de ensamblaje de Cowley, que sería lanzado como un sedán familiar y no como un automóvil deportivo.